# A Bathing Ape
A Bathing Ape (ア・ベイジング・エイプ?, A Beijingu Eipu, abbreviato BAPE) è un'azienda di moda giapponese fondata da Nigo nel 1993. Si specializza in streetwear e ha linee per uomo, donna e bambino. 

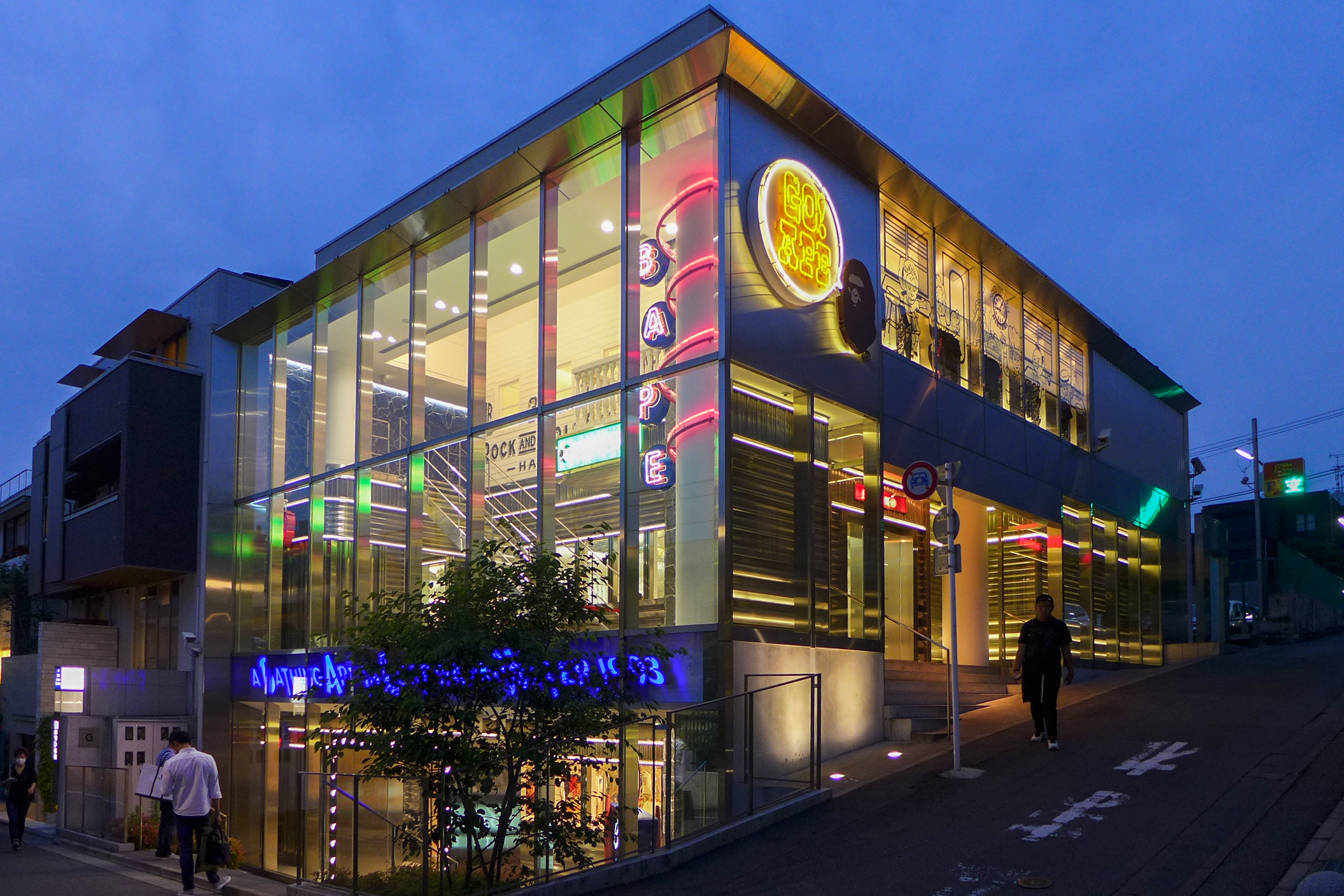
BAPE Store a Harajuku, Tokyo.

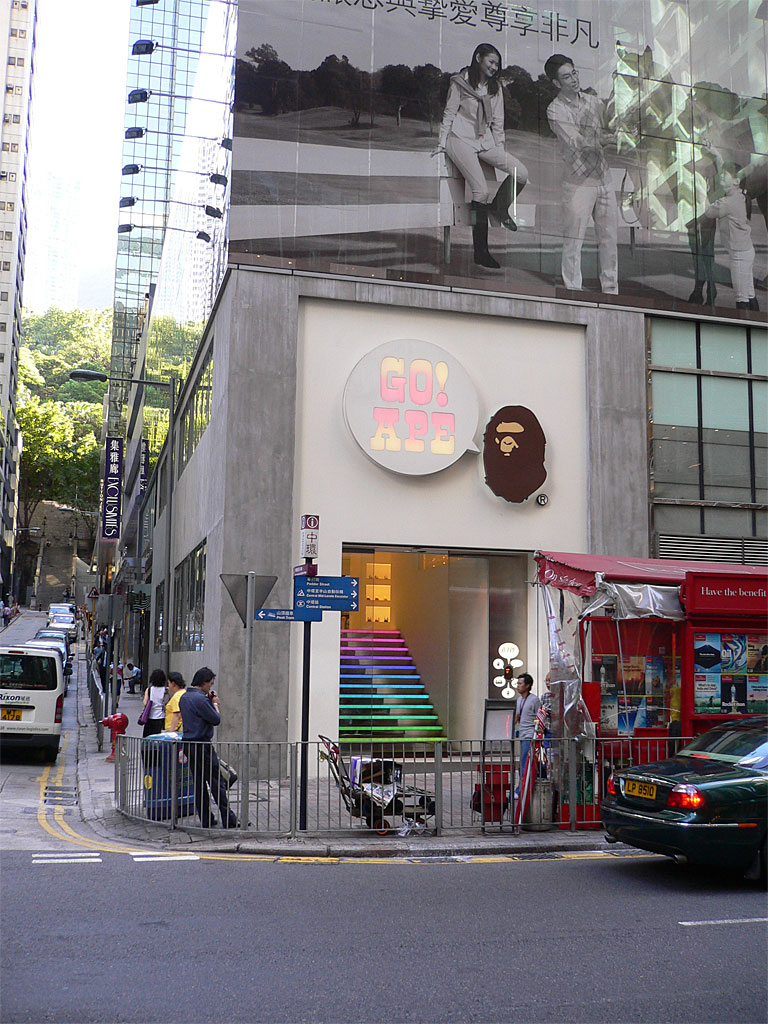
BAPE Store a Hong Kong.

Diventato un vero e proprio brand di culto, BAPE è considerato come uno dei pionieri dello streetwear giapponese e internazionale.
Nato nel distretto Harajuku di Shibuya, ora ha 25 negozi in Giappone, 17 in Cina (contando i 4 di Hong Kong) e altri a Parigi, Giacarta, Kuala Lumpur, Taipei, Seul, Dubai, Londra, Miami, Los Angeles e New York City. 
Nel 2011 è stato annunciato che l'azienda è stata venduta al conglomerato I.T di Hong Kong per circa 2,6 milioni di euro. Nigo ha lasciato il brand nel 2013.

## Storia

### Contesto
Dopo aver studiato fashion design al Bunka Fashion College di Shinjuku, Tomoaki Nagao, noto come Nigo, si è unito con Jun Takahashi, studente della stessa università e fondatore del brand di moda Undercover, per aprire il loro primo negozio fisico, il 1º aprile 1993. Chiamato NOWHERE, era situato nella zona Urahara (diminutivo di Ura-Harajuku; letteralmente la Harajuku Nascosta), al tempo caratterizzata da boutique indipendenti specializzate in abbigliamento streetwear e cultura hip-hop e punk giovanile.
Il negozio era diviso in due parti, una che ospitava i prodotti di Undercover e l'altra organizzata da Nigo. Vista la popolarità del brand di Takahashi e delle sue radici punk, anche Nigo decide di fondare il suo brand indipendente. Insieme all'amico e designer Shinichiro Nakamura, noto come Sk8thing, ha ideato A Bathing Ape e la sua identità. 

### Anni 1990
Da sempre appassionato di musica, Nigo, tramite Sk8thing, è entrato in contatto con Cornelius, musicista molto popolare in quel di Tokyo, che accettò di indossare magliette BAPE esclusive durante le sue esibizioni. Sempre Cornelius si esibì durante il primo World Wide Bape Heads Show, una serie di concerti che si tenevano in occasione dell'anniversario di NOWHERE. La prima edizione dell'evento ha incluso anche musicisti dell'etichetta discografica inglese Mo' Wax di James Lavelle, con cui Nigo pubblicò una serie di compilation e album. 
Inizialmente per il budget limitato, poi per una strategia di marketing, Nigo ha voluto adottare il cosiddetto principio della scarsità, focalizzandosi sull'esclusività, la cura e la diversificazione dei prodotti. Produceva circa cinquanta pezzi a settimana, soddisfacendo solo il 10% della domanda. Quando a fine anni novanta il brand aveva acquisito notorietà ed era disponibile in una quarantina di negozi a livello nazionale, Nigo ha deciso di interrompere le vendite in tutte le sedi ad eccezione della sua stessa boutique, che spostò in una zona più centrale di Harajuku e ribattezzò NOWHERE Busy Work Shop. La preoccupazione del manager era che il brand sarebbe diventato troppo esposto e avrebbe fallito. La decisione si è rivelata vincente e le vendite aumentarono. Nel 1998 si è espanso internazionalmente, aprendo Busy Work Shop a Hong Kong insieme ai musicisti Eric Kot e Jan Lamb. Il negozio era particolarmente esclusivo: posto al ventisettesimo piano di un palazzo, richiedeva agli acquirenti di possedere un passaporto hongkonghese valido per diventare membri. L'anno seguente sono stati aperti altri negozi BAPE a Osaka e Nagoya, in Giappone, e NOWHERE è stato espanso nel distretto di Aoyama. Gli interni di tutti gli store sono stati curati e rinnovati dall'arredatore giapponese Masamichi Katayama, che continuò a lavorare per il brand negli anni successivi. 

### Anni 2000
Con l'arrivo degli anni duemila, Nigo voleva trovare un modo per distinguere BAPE dagli altri brand e ne ebbe l'opportunità nel 2001, quando Pepsi gli propose una collaborazione. Per tutto il Giappone cominciarono ad essere distribuite nei market lattine e bottiglie marcate Pepsi caratterizzate dall'iconico pattern camouflage di BAPE in tre colorazioni diverse (verde, blu, rosa). Da brand underground quale era, ora stava aumentando esponenzialmente la sua popolarità prendendo una direzione mainstream e stravolgendo la sua concezione iniziale. 
Nel 2002 BAPE è arrivato in Europa, aprendo il Busy Work Shop di Londra a Soho, che rimase per anni l'unico negozio ufficiale del brand in Europa. Lo stesso anno sono stati aperti il salone di bellezza BAPE CUTS a Harajuku e il bar BAPE CAFÉ!? a Aoyama. Gli interni dei due locali sono stati affidati ancora una volta a Katayama, capace di realizzare spazi moderni, accattivanti e incentrati sull'aspetto del brand. Nello store di Kyoto è stata aperta la prima BAPE GALLERY, che fungeva da spazio per eventi e mostre d'arte sponsorizzati dal brand. 
Nel 2004 Nigo è stato introdotto al musicista americano Pharrell Williams, già membro dei The Neptunes e dei N.E.R.D. I due sono entrati in contatto tramite un amico in comune, Jacob "The Jeweler" Arabo, che produceva gioielli per entrambi e che ha notato una possibile affinità tra i due. Il rapporto tra Pharrell e Nigo ha rappresentato un punto di svolta nella vita di entrambi oltre che nella storia del brand giapponese, che aveva espanso ancora una volta i suoi confini arrivando negli Stati Uniti. In America BAPE ha subito attirato l'attenzione grazie ai suoi look mai visti prima, vistosi, colorati e giovanili, che hanno trovato successo nell'hip-hop e nei suoi maggiori esponenti, come Lil Wayne, Kanye West, Jay-Z, Soulja Boy, i Clipse e lo stesso Pharrell. 
Nigo e Pharrell hanno fondato insieme i brand di abbigliamento Billionaire Boys Club e Ice Cream, con sede a SoHo (New York). Nel 2005 viene aperto il Busy Work Shop a New York e nel 2006 a Los Angeles. Il brand era diventato mainstream in America e nel mondo hip-hop, arrivando addirittura a generare beef su quale rapper l'avesse indossato per primo, come quello tra i Clipse e Pharrell e Lil Wayne. La linea di scarpe di BAPE, le BAPE STA, create nel 2002 e ispirate alle Air-Force 1 di Nike, ha riscosso un grande successo e ha dato luogo alle collaborazioni più disparate, di cui le più note quella con Marvel (2005) e quella con Kanye West (2007). 
Nel 2008 è stato organizzato il World Wide Bape Heads Show a Hong Kong, in collaborazione con il conglomerato I.T., che ha visto esibirsi anche Kanye West, i N.E.R.D. e i Teriyaki Boyz, di cui Nigo è il DJ. 

### Anni 2010
Ad aprile 2009 Nigo ha annunciato le sue dimissioni come Presidente e Direttore di BAPE, continuando però ad essere proprietario e designer, in quanto sentiva l'aspetto manageriale opprimere quello creativo ed era consapevole di non essere adatto a quel ruolo. Questo periodo è però durato solo pochi mesi e Nigo è tornato sui suoi passi prima della fine dell'anno. 
L'azienda non seguiva più i ritmi di pochi anni prima e sia il 2009 che il 2010 registrarono bilanci in negativo con grandi perdite. Né in Giappone né in America vi era più lo stesso entusiasmo attorno al brand, che è riuscito però a trovarlo in Cina. Altri negozi, ora chiamati BAPE Store, sono stati aperti in questa zona, tra Pechino, Shanghai, Taipei, Hong Kong e altre città minori. Tra i rivenditori di BAPE in Cina vi era anche l'I.T Beijing Market di Pechino, di proprietà di I.T Group, che aveva già collaborato con il brand in precedenza. 
Il 1º febbraio 2011 è stato annunciato che il 90% delle azioni dell'azienda era stato venduto proprio a I.T Group, conglomerato di moda hongkonghese, per 21.850.000 HK$, a causa della crisi economica che il brand stava attraversando. Lasciato il ruolo di CEO, Nigo è rimasto altri due anni come direttore creativo, prima di distaccarsi completamente nel 2013. L'intenzione di I.T era di continuare a espandere il brand nel mercato cinese, aprendo nuovi negozi e creando seconde linee, tra cui AAPE, caratterizzata da prezzi più bassi. Negli ultimi anni il brand è riuscito a riemergere, restando fedele alla sua identità e collaborando frequentemente con altri marchi e aziende. 
Nel 2018 è tornato il World Wide Bape Heads Show per celebrare il 25º anniversario di BAPE, che ha visto esibirsi Lil Yachty, Kid Cudi, Big Sean, Wiz Khalifa e Pusha T.

## Brand identity

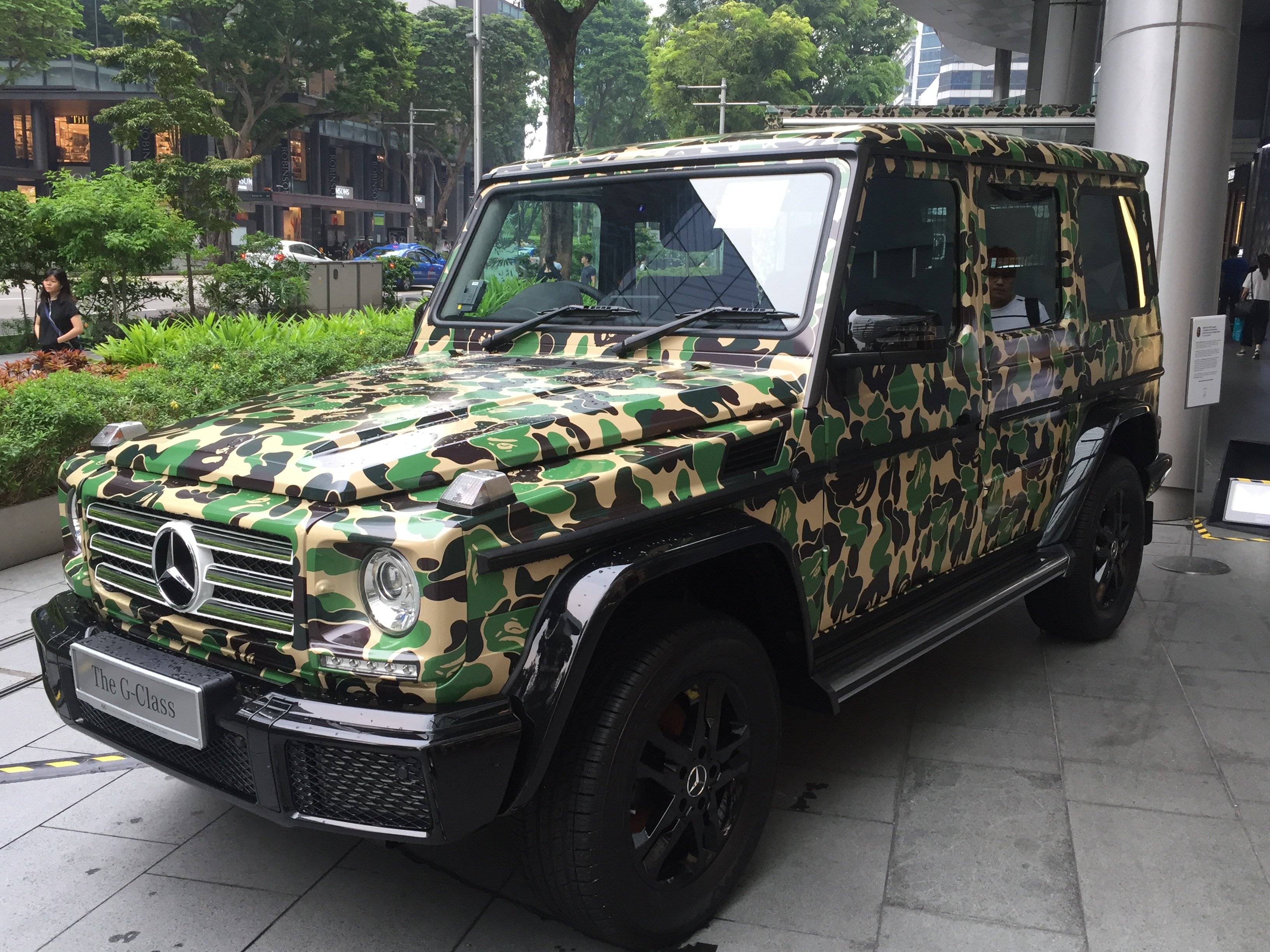
Un Mercedes-Benz G-Wagon rivestito del pattern camouflage di BAPE.

### Nome
Il nome A Bathing Ape, che in italiano significa "una scimmia che fa il bagno", ha una duplice origine. In primo luogo si tratta di un omaggio al film Il pianeta delle scimmie e al suo franchise, di cui Nigo è un grande fan. Riprende poi un modo di dire giapponese: "a bathing ape in a lukewarm water" (lett. "una scimmia che fa il bagno nell'acqua tiepida"), che si riferisce all'usanza dei cittadini di fare bagni molto caldi e all'abitudine di alcuni di essi di restarci così a lungo che l'acqua diventa tiepida. L'idioma ironizza quindi sulla pigrizia e sul consumismo della nuova generazione di giapponesi, che Nigo aveva individuato come target del brand, abituata ad abusare delle comodità della società.

### Logo
Il logo del brand riprende il suo nome presentandosi come una testa di scimmia stilizzata bicolore, con una tonalità più chiara che rivela occhi, naso e bocca della testa, di tonalità più scura. Semplice e riconoscibile, il logo è apparso per la prima volta sulle prime magliette, progettate da Sk8thing. Da quel momento ha sempre rappresentato il marchio, apparendo sulla maggior parte dei suoi prodotti, in colorazioni e motivi diversi. Nonostante sia stato disegnato nel 1993, risulta ancora attuale e in linea con la tenenza degli ultimi anni di loghi sempre più minimalisti.

### Colori e pattern
Ciò che rende più riconoscibile BAPE è il suo pattern camouflage. Si tratta di un design ispirato dai tradizionali motivi mimetici da caccia alle anatre usati negli Stati Uniti, su cui Sk8thing ha applicato il logo del brand, creando il 1ST CAMO, di colore giallo e verde, nel 1996. Il designer è riuscito a stravolgere il concetto del camouflage, rendendolo appariscente, caotico e caratterizzato da forme e bordi tondeggianti, da cui deriva il nome "Cloud Camo" (in italiano "camouflage a nuvola"). La stampa è stata in seguito riutilizzata in altri colori, motivi, forme e applicata alla maggior parte dei prodotti del brand, rendendolo subito riconoscibile nelle varie collaborazioni e pubblicità. Inizialmente concentrato su tonalità di marrone, verde, giallo e nero, negli anni duemila il BAPE CAMO ha introdotto anche colori più vivaci, come rosso, blu, verde e rosa, colori pastello e combinazioni stravaganti. Ad oggi si contano più di 100 versioni del pattern.

## Prodotti iconici

### BAPE STA
La BAPE STA è il primo modello di sneaker prodotto da BAPE. Apparsa per la prima volta nel concept store di Tokyo Foot Soldier, la scarpa è stata rilasciata nel 2002. La silhouette riprende quella dell'iconico modello Nike Air Force 1, a cui sono state apportate leggere modifiche. Lo Swoosh di Nike presente sul fianco della tomaia è stato sostituito dall'emblema di una stella cadente, che sarebbe diventato il logo delle calzature del brand e sarebbe apparso su tutti i modelli. La scritta in rilievo presente sull'intersuola è stata modificata, da "AIR" a "BAPE" o "APE". Sulla linguetta e sul retro del collo il logo Nike Air e lo Swoosh sono stati rimpiazzati dal nuovo logo Bape Sta e dalla sua stella. Alcuni modelli presentano un piccolo medaglione fissato sulla parte inferiore dei lacci, tipico delle Nike Air Force 1, la cui scritta incisa "AF1" è diventata "BAPE" o ha assunto la forma del logo della scimmia. Sulla suola i cerchi concentrici sono diventati stelle concentriche, in linea con il logo della scarpa.
Nonostante la Nike Air Force 1 fosse stata pensata come scarpa da pallacanestro, Nigo progettò la BAPE STA come una scarpa da usare nella vita quotidiana. Quest'ultima si è distinta grazie ai colori vivaci e ai materiali originali utilizzati per la tomaia, come la pelle scamosciata e la pelle verniciata, che dà un aspetto lucido e appariscente alla scarpa, in linea con l'estetica del brand. Con l'affermazione di BAPE in America, a metà anni duemila, la sneaker ha riscosso un grande successo, che ha portato a numerose collaborazioni. Negli anni alla silhouette sono state applicate un gran numero di colorazioni, abbinamenti e pattern. 

Dopo le BAPE STA sono stati prodotti altri modelli, anch'essi ispirati a silhouette già esistenti: le BAPE ROAD STA, le BAPE COURT STA, le BAPE SK8 STA, le BAPE STA 93, le BAPE BLOCK STA, le SKULL STA e altre.

BAPE STA in collaborazione con Kaws
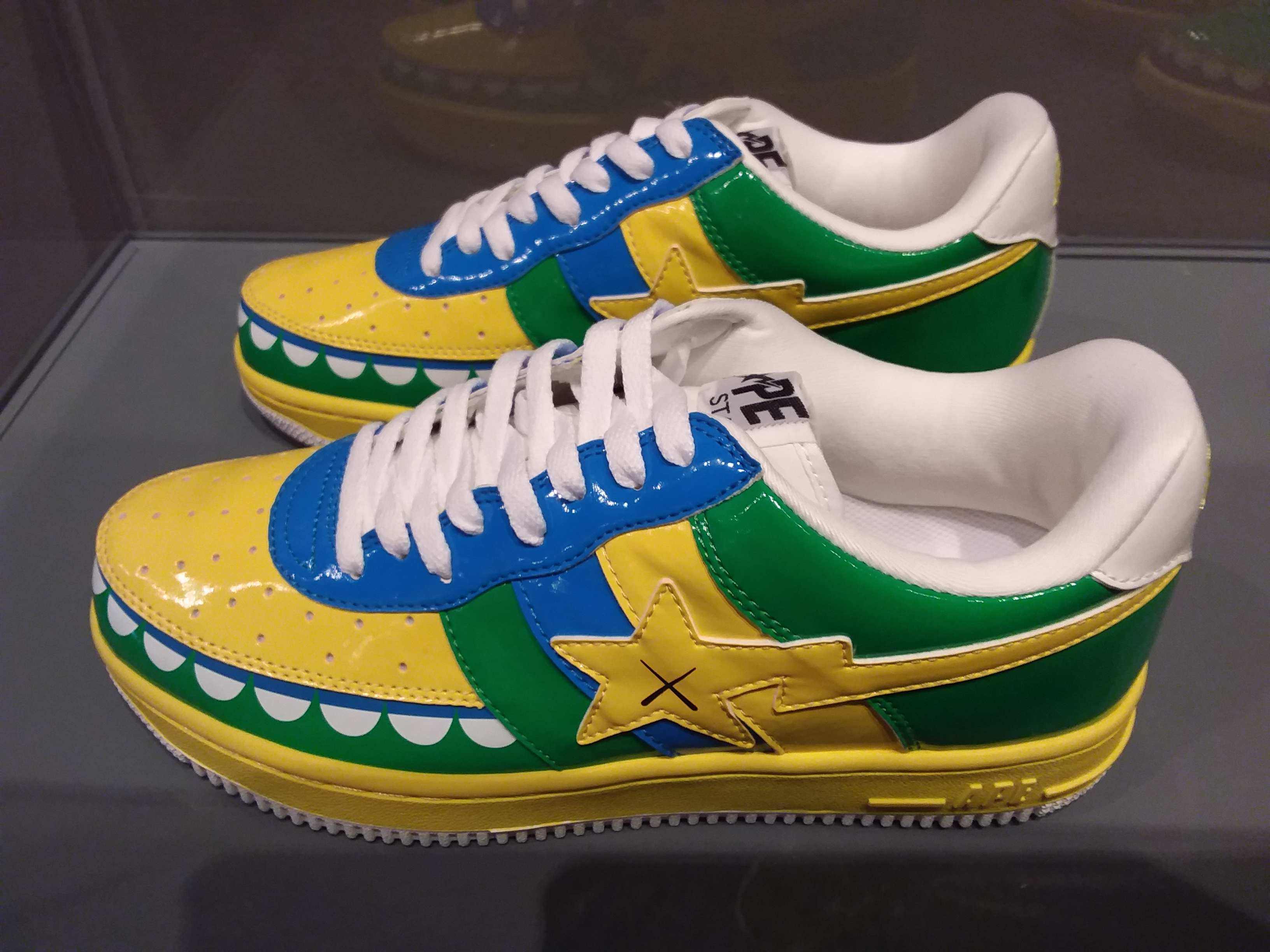
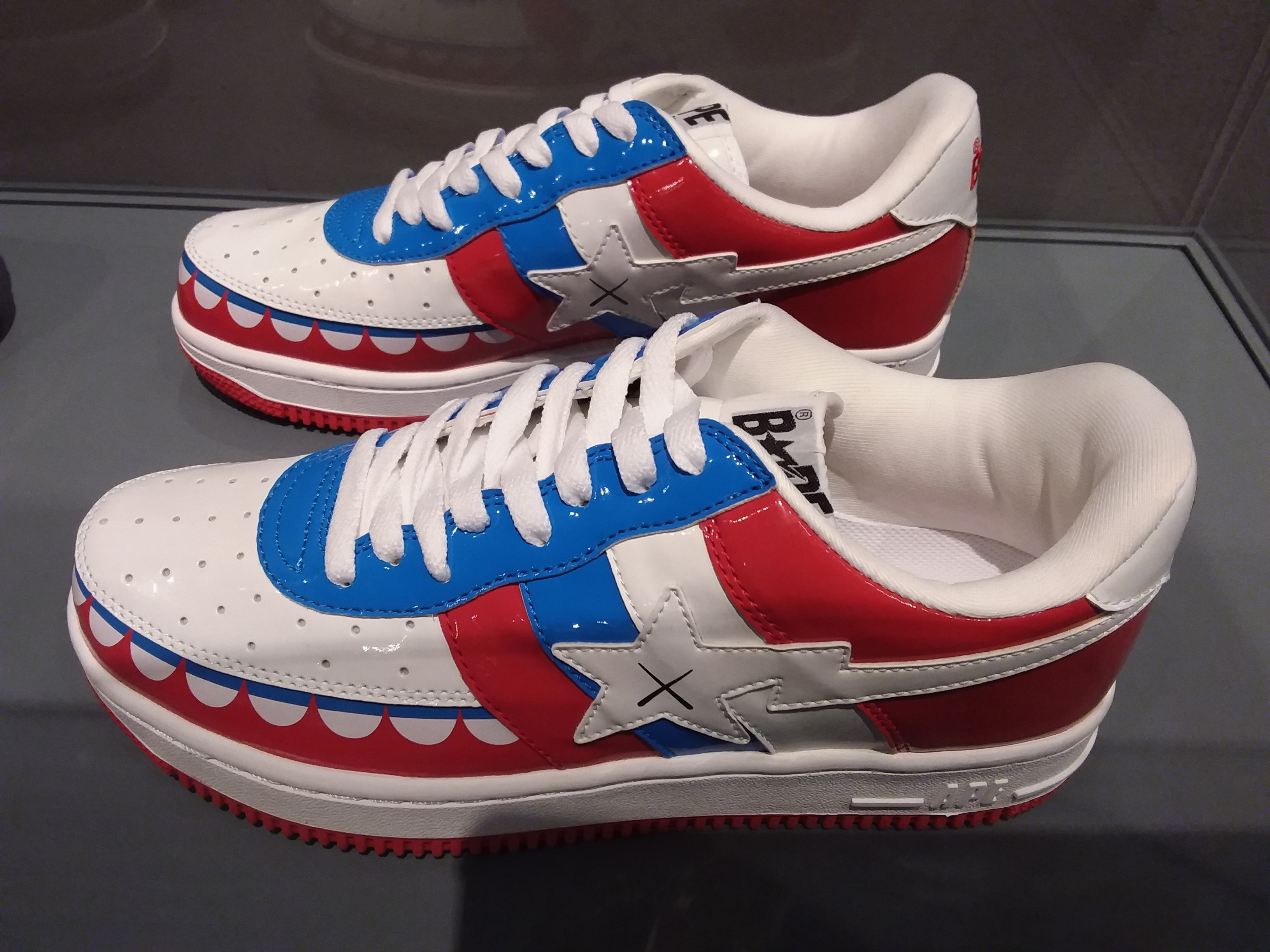
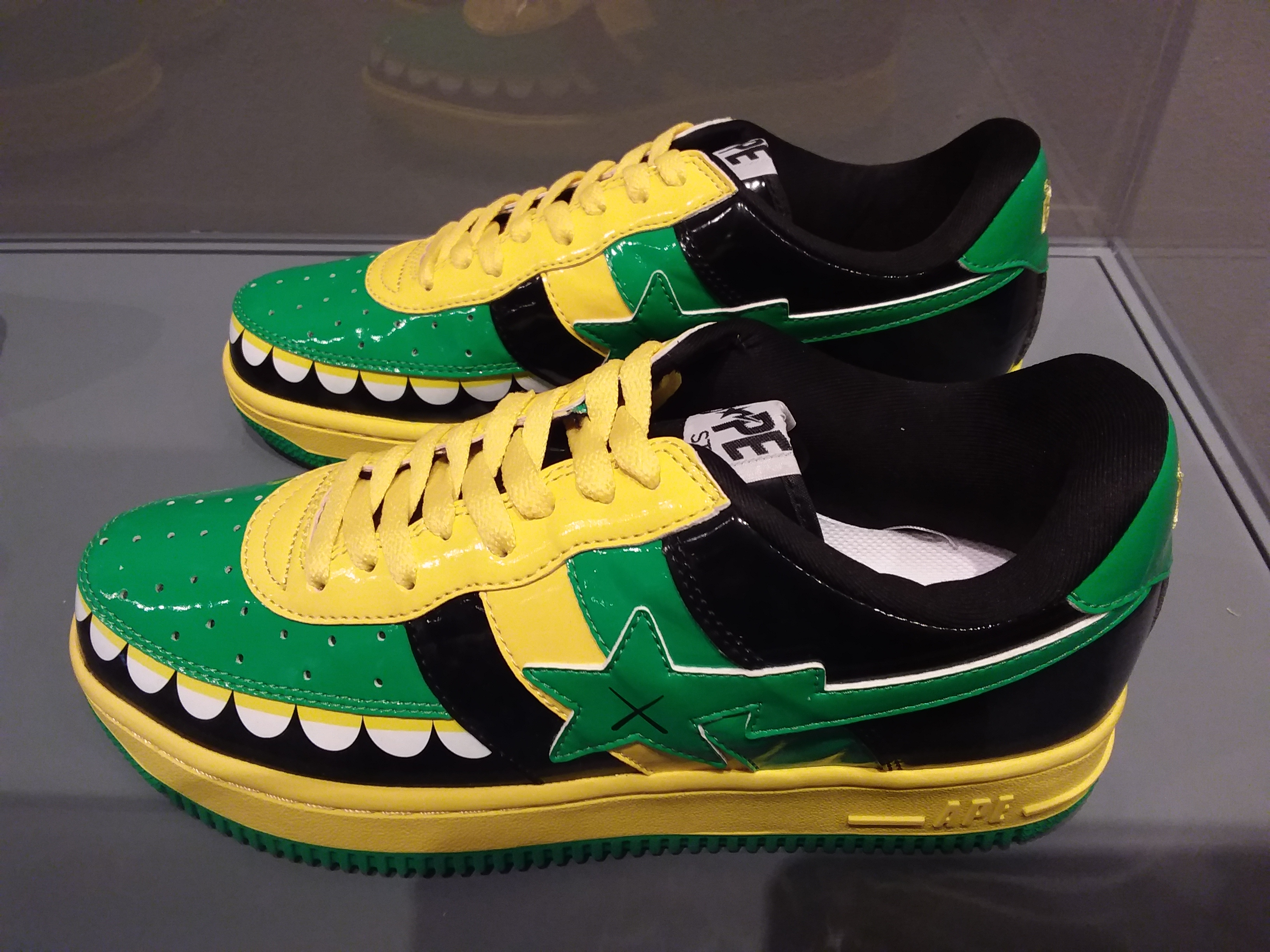
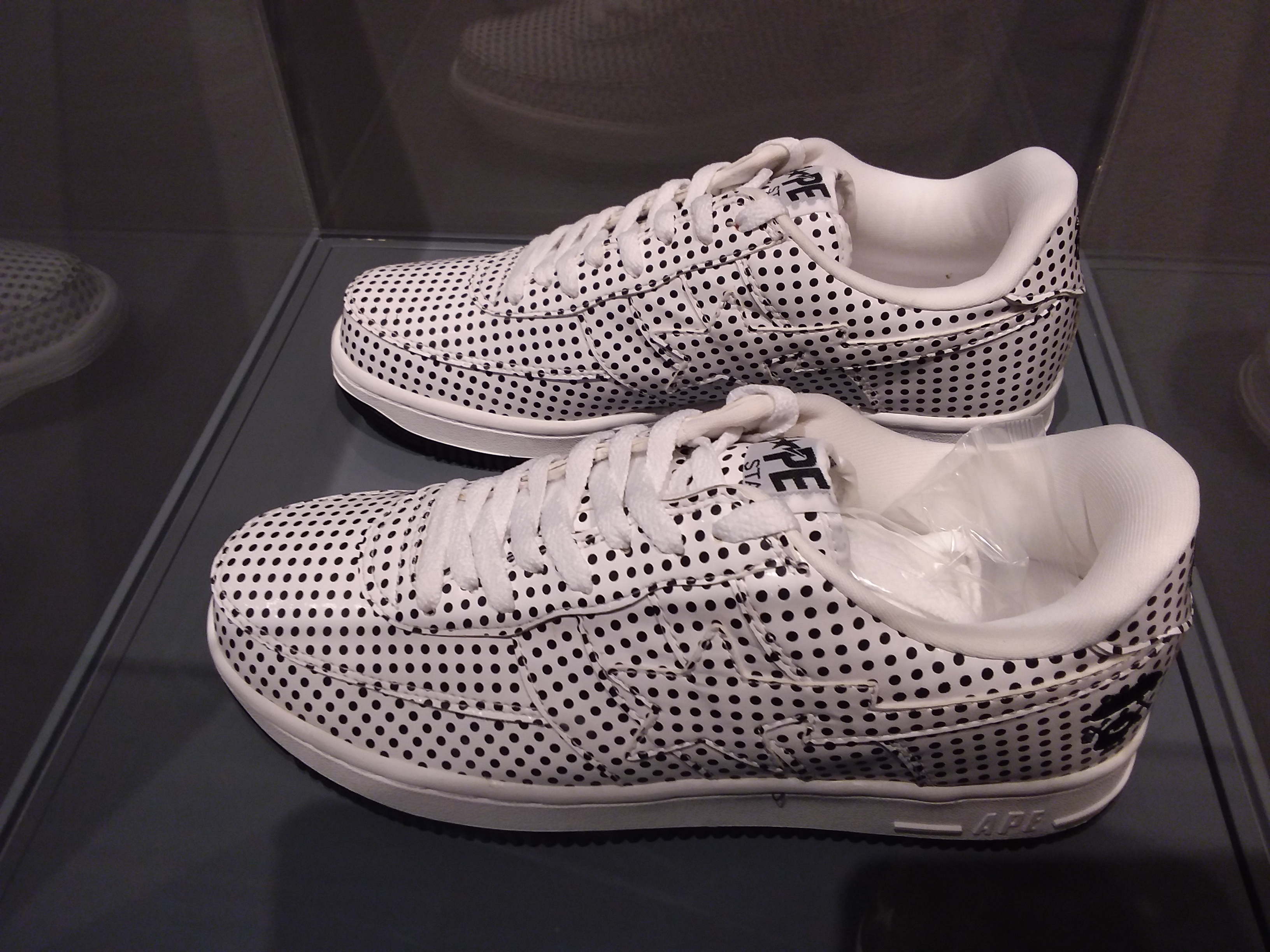
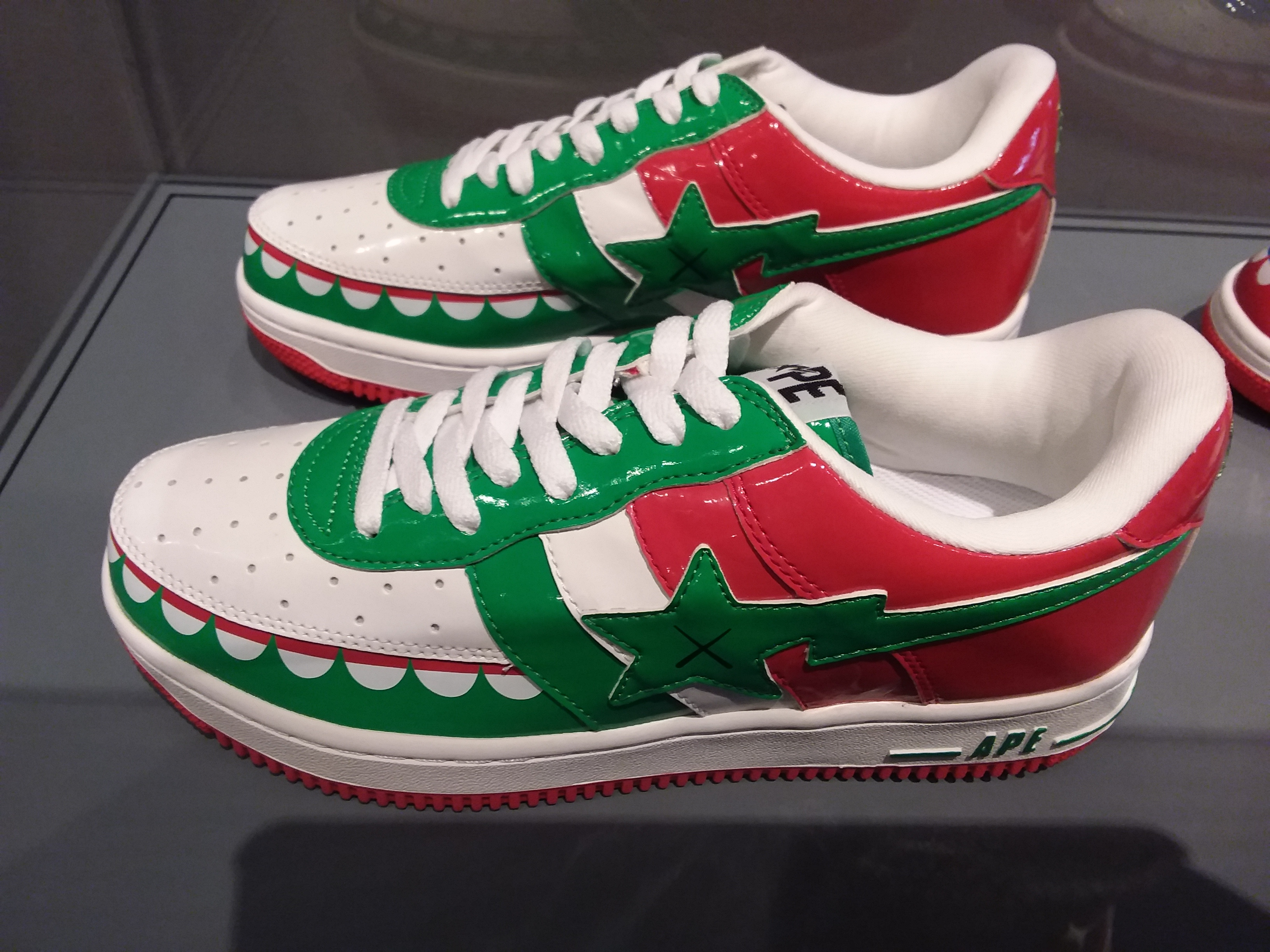

#### Azioni legali
Nonostante la somiglianza con i modelli Nike e l'intransigenza dell'azienda statunitense nei confronti dei produttori di copie, non è stato preso nessun provvedimento giudiziario per oltre 15 anni. 
Il 25 gennaio 2023 Nike ha fatto causa a BAPE per violazione di marchio, evidenziando come "l'attuale business di calzature di BAPE ruota attorno alla copia dei design iconici di Nike". La denuncia dell'azienda statunitense mostra le visibili somiglianze tra i modelli di sneakers BAPE come BAPE STA, BAPE STA Mid, SK8 STA, COURT STA e COURT STA High e le loro corrispondenti ispirazioni Nike: rispettivamente Air Force 1 Low, Air Force 1 Mid, Dunk Low, Air Jordan 1 High e Air Jordan 1 Low, tutti design registrati. 
Nike ha poi spiegato il motivo del ritardo della denuncia, affermando come prima del 2021 le vendite dei modelli incriminati non abbiano mai superato "una piccola frazione dei milioni di paia che Nike vende ogni anno", ma negli ultimi anni è diventato evidente come BAPE abbia iniziato a "aumentare l'intensità della sua violazione", espandendo i negozi fisici negli Stati Uniti e introducendo modelli come SK8 STA e COURT STA, lanciati proprio nel 2021. "La copia di BAPE è ed è sempre stata inaccettabile per Nike, e poiché le violazioni di BAPE sono recentemente diventate un pericolo significativo per i diritti di Nike, Nike deve agire ora" conclude l'azienda.
Il 20 febbraio 2023 BAPE ha rilasciato la sua risposta alla causa chiedendo che la denuncia venga revocata e offrendo dettagli sull'incontro tra le parti del 2009 di cui Nike parla nella sua querela. Gli avvocati di BAPE hanno spiegato come l'avvocato interno e vicepresidente del settore calzature di Nike si sia recato in Giappone due volte nell'ottobre 2009 per contestare i modelli di sneaker dell'azienda giapponese e presentare una proposta di accordo che le avrebbe richiesto di interrompere la vendita delle BAPE STA. Stando a un'email del 2009 scritta dagli avvocati di BAPE, l'azienda dopo un'attenta revisione ha rifiutato l'accordo, riconoscendo che Nike non aveva alcuna azione legale attuabile o perseguibile nei loro confronti. Nella stessa email BAPE si mostra disponibile a riconsiderare la propria posizione nel caso venissero forniti chiarimenti su quali cause Nike pensa di poter avanzare nei loro confronti, ma i legali dell'azienda statunitense avrebbero abbandonato la questione.

### Shark Hoodie
La Shark Hoodie (in italiano "Felpa Squalo") è una felpa con cerniera e cappuccio prodotta da BAPE per la prima volta nel 2004. La cerniera è intera, quindi incorporata anche nel cappuccio, permettendo alla felpa di chiudersi completamente, caratteristica mai vista prima nel mondo dello streetwear. Partendo dal concetto di full-zip hoodie, Nigo ha applicato sul cappuccio un design composto da occhi e bocca che ricordano quelli di uno squalo, ispirandosi alla nose art degli aerei e delle navi da guerra. 
Considerato uno dei prodotti più iconici e popolari di BAPE, la felpa rispecchia perfettamente l'idea del brand di offrire prodotti unici, innovativi e vistosi. Il successo fu determinato anche dall'esclusività del prodotto al tempo del suo rilascio, anche a causa del prezzo elevato. L'esclusività non si è però preservata dopo il cambio di proprietà del brand, che ha continuato a proporre il capo in diverse colorazioni e diversi design.

## Collaborazioni e cultura di massa

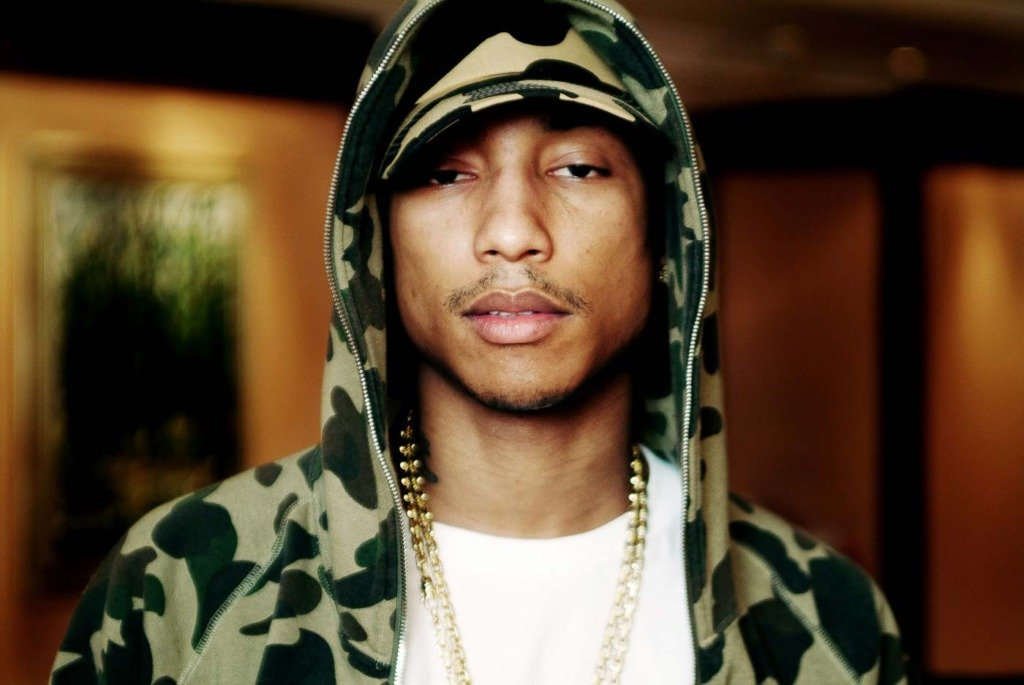
Pharrell Williams indossa una felpa BAPE.

BAPE è nota per collaborare frequentemente con altri marchi e aziende di qualsiasi settore alla creazione di capi d'abbigliamento, accessori e oggetti della vita quotidiana. Tra i marchi di moda: Supreme, Stüssy, Carhartt, Undercover, Comme des Garçons, Undefeated, Porter, Neighborhood, WTAPS, Vans, UGG, JJJJound e altri. Note poi le scarpe in collaborazione con Adidas, Converse e New Balance e gli orologi in collaborazione con Casio, Jacob & Co e Swatch. Altri prodotti degni di nota sono le valigie in collaborazione con Rimowa, le sedie in collaborazione con Modernica e i prodotti di bellezza in collaborazione con MAC Cosmetics. Il brand giapponese ha avuto modo di collaborare anche con aziende e media franchise di spessore come Pepsi, Coca-Cola, Amazon, Disney, Marvel, DC Comics, Nintendo, Star Wars, Il padrino, I Simpson, Hello Kitty e Sanrio, Spongebob, Angry Birds e altri. Negli ultimi anni anche nel mondo di sport e e-sport, collaborando con Formula 1, Mitchell&Ness, Paris Saint-Germain, EA Sports e FaZe Clan.
Negli anni il brand è stato indossato o ha collaborato direttamente con molti artisti (Kaws, Futura, Stash, Takashi Murakami, Hajime Sorayama), attori (Robin Williams), rapper (The Notorious B.I.G., Pharrell Williams, Lil Wayne, Pusha T, Kanye West, Jay-Z, T.I., Mos Def, ASAP Rocky, ASAP Ferg, Wiz Khalifa, Travis Scott, Chris Brown, Juelz Santana, Westside Gunn, Kid Cudi, Lil Uzi Vert, The Weeknd), gruppi musicali (Unkle, Beastie Boys, Linkin Park, Flatbush Zombies, Odd Future), sportivi (Hidetoshi Nakata, Damian Lillard) e altri.
Particolarmente legato all'hip-hop, molti rapper hanno incluso riferimenti al brand nei loro testi e nei loro video musicali: Jay-Z, Snoop Dogg, Kanye West, Pharrell Williams, Lil Wayne, Kid Cudi, ASAP Rocky, Young Jeezy, 21 Savage, Post Malone, Cardi B, PartyNextDoor, Big Sean, Meek Mill, Future, Tyler the Creator, Juice Wrld, Trippie Redd, Juicy J, Keith Ape e Soulja Boy, che ha intitolato una sua canzone del 2007 I Got Me Some Bapes.

## Seconde linee

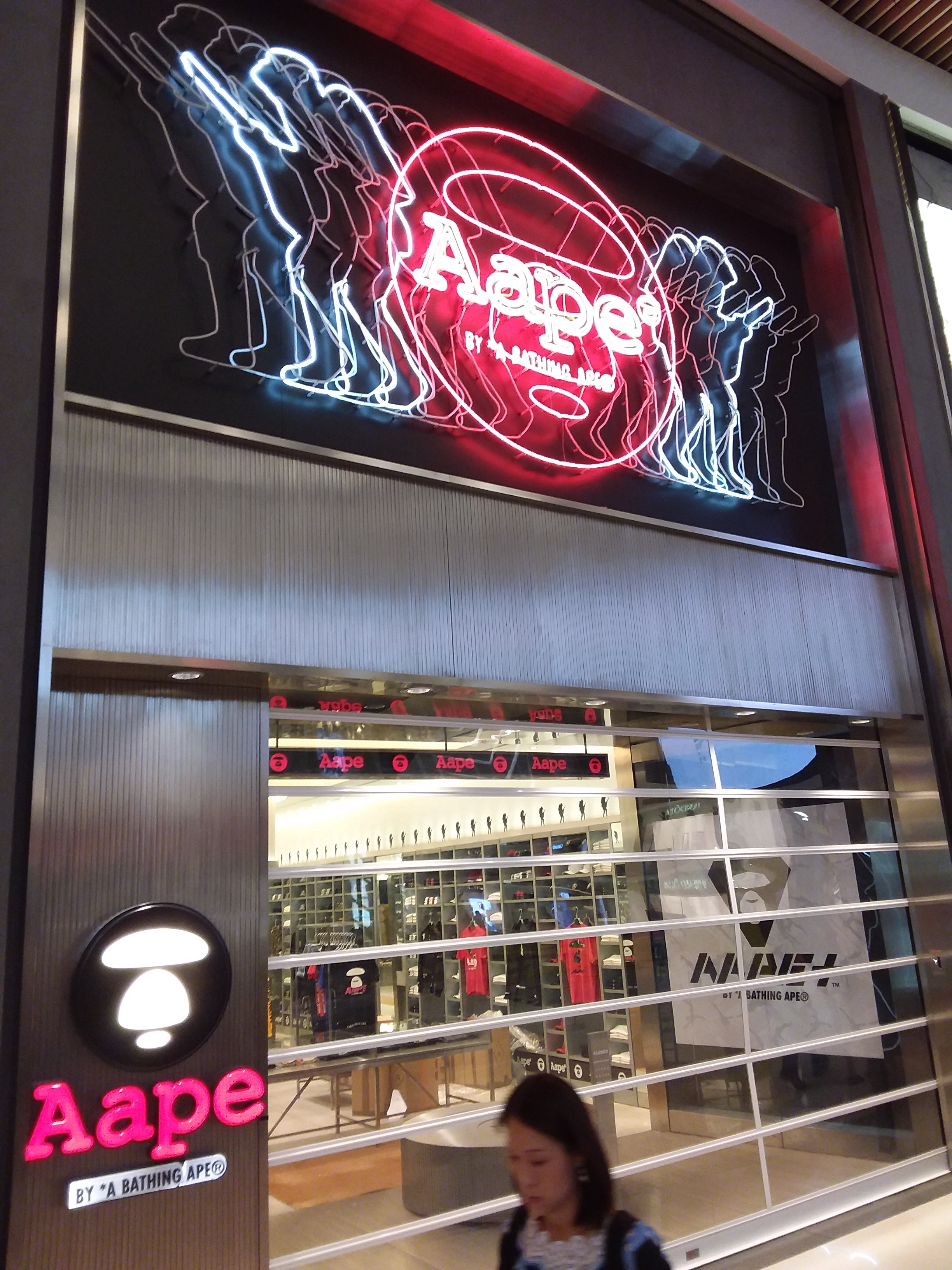
Negozio di AAPE in un centro commerciale di Hong Kong.

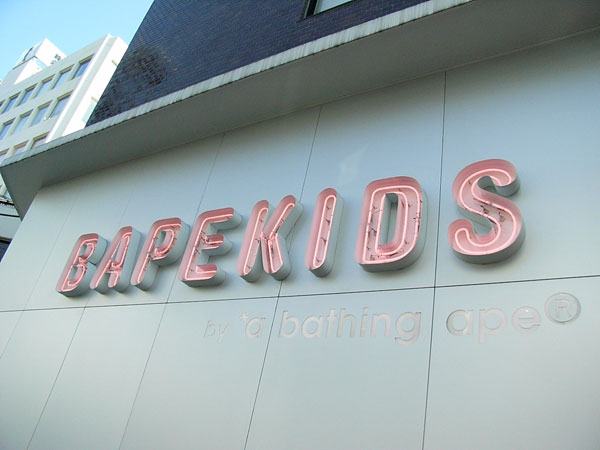
Negozio di BAPE KIDS a Tokyo.

Elencate in ordine alfabetico.

### AAPE
AAPE nasce nel 2012 in seguito all’acquisizione dell’azienda da parte del conglomerato I.T. Si tratta di una sottomarca con prezzi inferiori alla linea principale e ha come target un pubblico giovanile maschile.

### APEE e BAPY
APEE nasce nel 2006 come prima linea femminile di BAPE, caratterizzata da colori vivaci e uno stile giovanile, "dolce ma sensuale, che massimizza la giovinezza, la vitalità e la bellezza". BAPY è la seconda linea femminile del brand e presenta uno stile più raffinato, "elegante ma casual".

### BAPE BLACK
BAPE BLACK nasce nel 2015. La linea di alta moda presenta capi d'abbigliamento di colore nero con dettagli dorati o cristalli Swarovski e materiale di prima qualità. 

### BAPE KIDS e BABY MILO
BAPE KIDS nasce nel 2006 come linea per bambino di BAPE. Il logo del brand è stato reso semplice, giocoso e cartoonesco, integrando il già noto personaggio di Baby Milo.
Baby Milo è diventato una mascotte, è stato implementato anche nella linea principale, ispirando capi d’abbigliamento, accessori, tappeti e oggetti da collezione, e attorno lui sono stati sviluppati altri personaggi. Il suo design è diventato popolare e il suo successo a Hong Kong ha reso possibili numerose collaborazioni, come quelle con Hello Kitty, DC Comics, Pingu, Sesame Street, Dragon Ball, Minions e altri. 

### Mr. Bathing Ape
Mr. Bathing Ape nasce nel 2010, frutto di una collaborazione tra BAPE e il marchio di alta moda giapponese United Arrows. La linea si specializza nell’abbigliamento formale maschile, traendo ispirazione dai capi britannici. Della prima collezione hanno stupito le cravatte, caratterizzate da motivi mimetici e svariate colorazioni, dal total black al verde militare al rosa, che integrano bene l’identità del brand. Nelle ultime collezioni anche le giacche, le camicie e le calzature hanno assunto le caratteristiche tipiche di BAPE.